# Triphaenopsis indica
Triphaenopsis indica är en fjärilsart som beskrevs av Moore 1881. Triphaenopsis indica ingår i släktet Triphaenopsis och familjen nattflyn. Inga underarter finns listade i Catalogue of Life.